# Драггер
Драггер — разновидность малоразмерных добывающих судов, специализирующихся на промысле нерыбных морепродуктов, таких как моллюски или водоросли. Как правило, их добыча ведётся в мелководных районах с помощью буксируемой драги. Обычно в качестве драггеров используются разнообразные суда прибрежного лова: тралботы, сейнеры и т. п..